# 布格尔
伯格 或者 布格尔（Burger）可以指：

## 人物
- 沃伦·厄尔·伯格（英語：Warren Earl Burger，1907年9月17日－1995年6月25日），美國律師。
- 尼爾·柏格（英語：Neil Norman Burger），美國男導演、製片人和編劇。
- 海因里希·布格尔（德語：Heinrich Burger，1881年5月31日－1942年4月27日），德国男子花样滑冰运动员。

|  | 本页或本分段罗列了姓氏为「布格尔」的人物。 如果是一个指代特定个人的内链将您引导到本页，請考慮修正該人物的名字以將链接指向正確的條目。 |